# Thierry Félix
Pour les articles homonymes, voir Félix.
Thierry Félix, né le 20 août 1969 à Gallician, près de Vauvert, est un raseteur français, vainqueur notamment de la Cocarde d'or,. Il s'est reconverti en manadier en 2000 et a acquis la manade Félix, située à Aimargues,.

## Famille
Il est le fils de Jean-Pierre Félix, ancien raseteur.
Il est père de deux enfants : Camille et Vincent.

## Biographie
Dans les années 1990, il entre au service de Jean Lafont, dont il devient en quelque sorte selon Jacky Siméon l'« homme à tout faire ».

### Vainqueur de laCocarde d'or(2000)
Il participe à la 69e Cocarde d'or le 1er juillet 2000, alors que les favoris sont Sabri Allouani et Mouloud Bensalah.
Au cours de la course, il subit un accrochage avec le cocardier Peyrolen, de la manade Ribaud. Celui-ci le rattrape au-dessus de la barrière, le ramène en piste et le bouscule violemment. Thierry Félix s'en sort néanmoins indemne. Mais c'est alors qu'il va se mettre à tout faire pour décrocher le Graal de la course camarguaise. 
À la fin de la course, ex-æquo avec Mouloud Bensalah, c'est lui qui glane la dernière ficelle qui le mène à la victoire.

## Historique
En 2000, Thierry Félix crée la manade avec des taureaux provenant des manades Fabre-Mailhan et Baroncelli.
Basée à Aimargues, elle s'étend aujourd'hui sur 100 hectares avec des pâturages à Gallician et Beauvoisin et possède un bouvaou - petite arène servant à accueillir les bêtes de l'élevage - et un loupio d'une capacité de 320 personnes. Chaque année, un concours de ferrade y est organisé.
La manade possède 50 taureaux, 45 vaches et 5 chevaux, et emploie 10 gardians amateurs. Ses taureaux sont régulièrement primés lors des courses dans le cadre de la saison taurine.